# Чёрмозское городское поселение
Чёрмозское городско́е поселе́ние — муниципальное образование в Ильинском районе Пермского края Российской Федерации.
Административный центр — город Чёрмоз.

## История
Статус и границы городского поселения установлены Законом Пермской области от 10 ноября 2004 года № 1731-353 «Об утверждении границ и о наделении статусом муниципальных образований Ильинского района Пермского края».

## Население
| 2010  | 2012  | 2013  | 2014  | 2015  | 2016  | 2017  |
| ----- | ----- | ----- | ----- | ----- | ----- | ----- |
| 4258  | ↘4142 | ↘4077 | ↘4004 | ↘3961 | ↘3931 | ↘3877 |
| 2018  | 2019  |       |       |       |       |       |
| ↘3801 | ↘3717 |       |       |       |       |       |

## Состав городского поселения
| №  | Населённый пункт | Тип населённого пункта        | Население |
| -- | ---------------- | ----------------------------- | --------- |
| 1  | Банюково         | деревня                       | 6         |
| 2  | Ераничи          | деревня                       | 3         |
| 3  | Катаево          | деревня                       | 2         |
| 4  | Кокорница        | деревня                       | 17        |
| 5  | Кыласово         | село                          | 183       |
| 6  | Малые Макарята   | деревня                       | 33        |
| 7  | Онино            | деревня                       | 17        |
| 8  | Пожевка          | деревня                       | 3         |
| 9  | Романово         | деревня                       | 113       |
| 10 | Савкино          | деревня                       | 5         |
| 11 | Селезни          | деревня                       | 9         |
| 12 | Чёрмоз           | город, административный центр | ↘2919     |
| 13 | Шированово       | деревня                       | 6         |

## Достопримечательности
- В устье реки Чёрмоз на берегу Камского водохранилища, в 0,5 км к северо-западу от деревни Селезни, расположенной в 2 км к северо-западу от города Чёрмоз, в 1990-х годах был обнаружен каролингский меч[12].